# Eluveitie
懾魂史詩（伊特拉斯坎語：Eluveitie）是瑞士民謠金屬樂團，2002年由克利格·葛蘭齊成立於蘇黎世州溫特圖爾。2003年發行試聽帶《原野之歌》，這是克利格·葛蘭齊的個人錄音室作品，但隨後他招募了多位成員，正式組成懾魂史詩。樂團於2006年6月發行第一張錄音室專輯《心靈》，2007年11月獲得核爆唱片的合約。樂團在2008年2月發行第二張錄音室專輯《絲拉妮雅之歌》後一舉成名，該專輯登上瑞士百強專輯榜第35名、德國官方排行榜第72名。
懾魂史詩將自己描述為「民謠金屬新浪潮」，樂團的音樂風格融合了旋律死亡金屬與傳統凱爾特音樂的旋律特徵。他們在重金屬音樂當中運用歐洲的傳統民俗樂器，包括曼陀、手搖風琴、西班牙風笛、愛爾蘭布祖基琴和風笛，以及清腔、死腔和黑腔等歌唱技巧。他們的歌詞包括凱爾特神話，特別是凱爾特高盧人的文化。歌詞上常常使用已滅亡的凱爾特語言 — 高盧語來撰寫。樂團的名字來自義大利曼托瓦一艘公元前三百年古船上銘刻的古義大利文字，以伊特拉斯坎語轉寫成沿用至今的樂團名字，字面意思是「赫爾維蒂人」。

## 歷史

### 組建與《心靈》（2002 - 2007年）

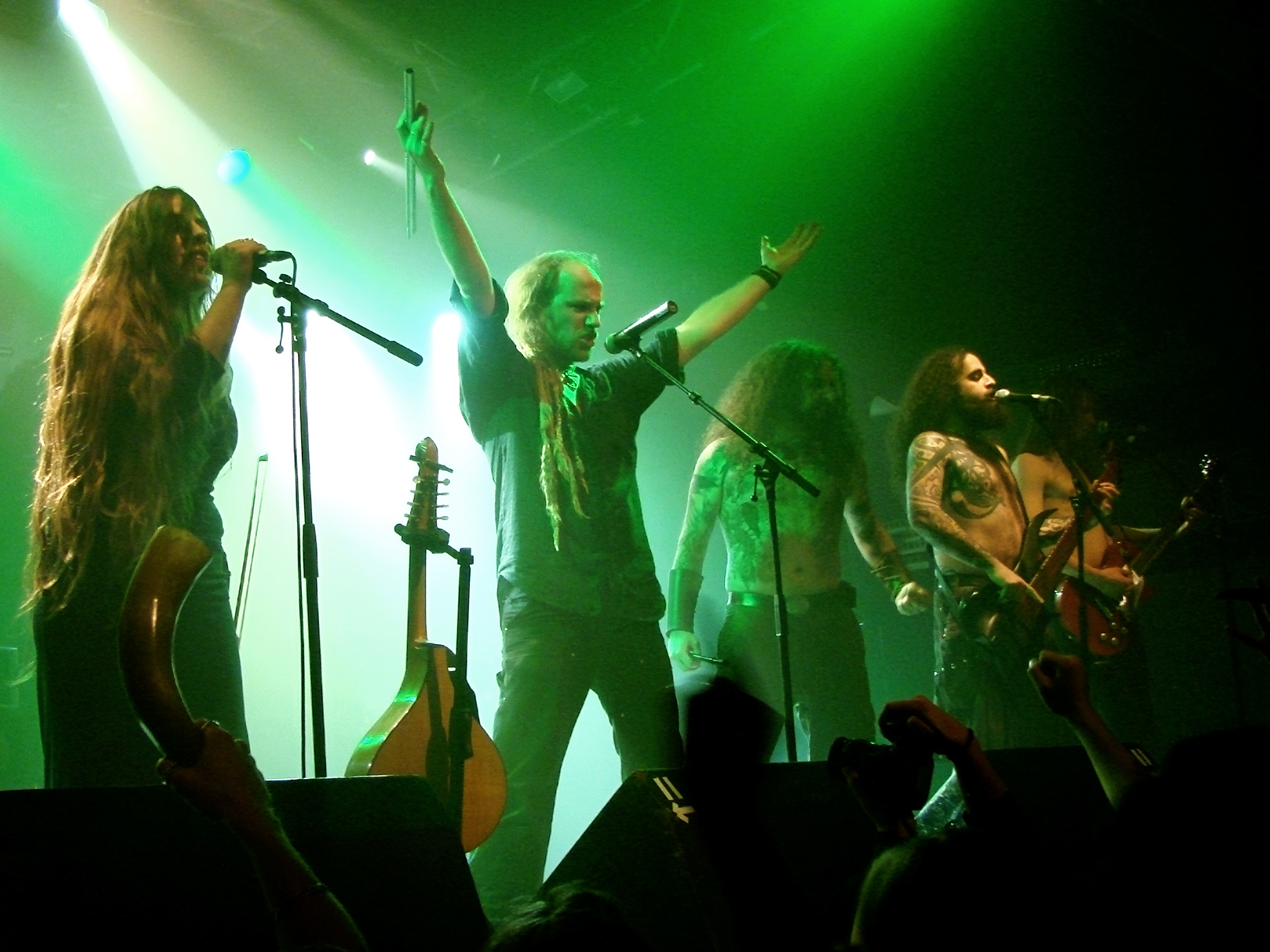
2007年的懾魂史詩。

2002年底，在無數次嘗試組建樂團未果之後，瑞士基督徒克利格·葛蘭齊以每首歌曲都由不同人創作為特色，開始錄製試聽帶，每位參與的音樂人都是錄音室合作樂手，而非樂團成員。克利格·葛蘭齊將這個音樂項目取名為「懾魂史詩」，靈感來自義大利曼托瓦一艘公元前三百年古船上銘刻的古義大利文字，並以伊特拉斯坎語轉寫而成，意思是「赫爾維蒂人」，銘文可能是居住在曼托瓦地區的古代赫爾維蒂人刻下的。2003年10月18日，這張錄製完成的試聽帶取名為《原野之歌》發行，它的名字是取自已滅亡的凱爾特語言 — 高盧語。
隨後，克利格·葛蘭齊決定讓懾魂史詩成為一支正式的樂團，他招募了另外九位音樂人，懾魂史詩開始成為十人編制的金屬樂團。不久之後，樂團進行了首次公開表演，其後也參加了瑞士搖滾元素音樂節。接著，樂團與荷蘭獨立廠牌暗夜之懼唱片簽訂了合約。樂團重新錄製了《原野之歌》，於2004年9月21日發行。樂團持續進行各種表演活動，包括參加暗夜之懼音樂節、為已在國際市場揚名的異教金屬／民謠金屬樂團如叢林英豪和克魯亨山擔任暖場團，克利格·葛蘭齊也將樂團的《原野之歌》給前輩聆聽、諮詢意見。雖然懾魂史詩經過許多的演出後逐漸成為全職樂團，但同時有七名成員以各種不同的理由而離開。餘下的主唱克利格·葛蘭齊、風笛手塞文·科德爾、小提琴手梅里·塔迪奇又陸續招募了六位樂手，包括塞文·科德爾的親兄弟拉菲·科德爾擔任了貝斯手，懾魂史詩成為九人編制的樂團。
德國維京金屬樂團獵鷹之河在2006年發行的專輯《雙重召喚》中，翻唱了一首懾魂史詩的歌曲〈娜迪斯女神〉。2006年初，樂團陣容又發生了變化，手搖風琴手莎拉·金妮爾被安娜·墨菲取代，安娜·墨菲同時還兼任清腔人聲，省略一個專職的手搖風琴手位置，懾魂史詩變為八人編制。200512月，樂團到基堡展開新作品的錄製工作。2006年5月，懾魂史詩與暗夜之懼唱片旗下的多組樂團聯合展開第一次巡迴演唱會。6月1日，發行第一張錄音室專輯《心靈》。9月在歐洲進行了巡迴演出。2006年底，懾魂史詩與德國廠牌暮光唱片簽約。2007年參加了德國諸神黃昏音樂節。

### 《絲拉妮雅之歌》、《召魂首部曲：神秘的主宰者》與《消拭的痕跡》（2007 - 2012年）

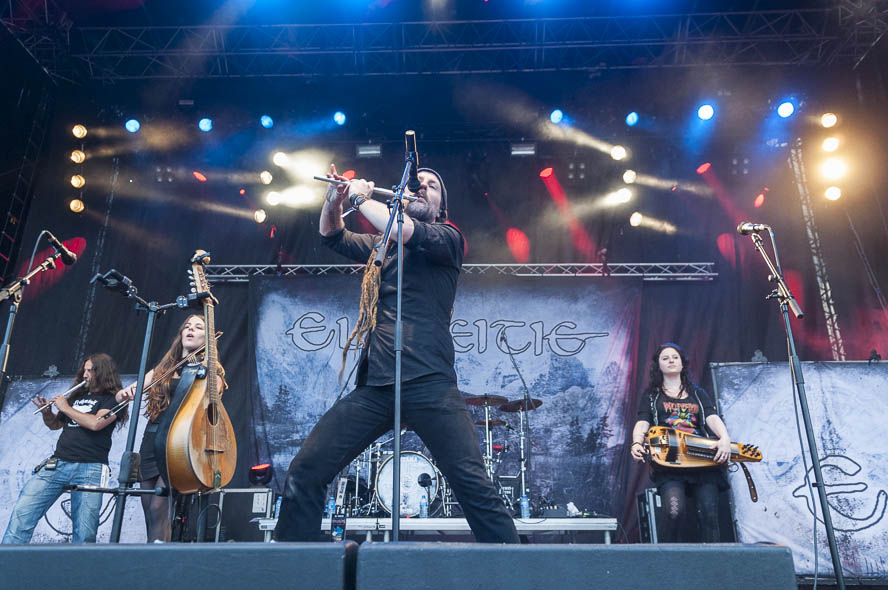
2011年的懾魂史詩。

2007年11月，懾魂史詩改與核爆唱片簽約。2008年2月15日，發行第二張錄音室專輯《絲拉妮雅之歌》，絲拉妮雅是一位女孩的名字，是克利格·葛蘭齊在一塊有兩千五百年歷史的墓碑上看見的。專輯中有許多哥登堡金屬風格，並添加如愛爾蘭木笛、哨、風笛、小提琴、手風琴等民俗樂器在其中。該專輯登上瑞士百強專輯榜第35名、德國官方排行榜第72名。2008年6月4日，兄弟檔成員塞文·科德爾和拉菲·科德爾（分別為風笛手和貝斯手）在個人網頁上宣布，他們將在2008年7月8日於斯洛維尼亞舉行的金屬陣營音樂節後離開懾魂史詩。
2008年12月，樂團進錄音室展開新作品的錄製工作。2009年4月15日，透過權威重金屬雜誌《金屬之鎚》獨家發行第一張精選輯《召魂曲／絲拉妮雅之歌 — 金屬之鎚神秘版》。4月17日，發行第三張錄音室專輯《召魂首部曲：神秘的主宰者》，專輯封面象徵古羅馬凱爾特神話中治宰自然界的神祇 — 科爾努諾斯，並將高盧人神話音樂化，歌詞也是高盧語，主題圍繞在咒語、魔法或古老傳統上。它登上德國官方排行榜第60名。2009年9月至10月，樂團進錄音室展開新作品的錄製工作。2010年2月19，發行第四張錄音室專輯《消拭的痕跡》，它登上德國官方排行榜第19名。與此同時，樂團在歐洲和北美洲地區展開廣泛的巡迴演唱會。2010年8月，樂團獲《金屬之鎚》評為「年度最有潛力的金屬樂團」。2011年，樂團到普費菲孔的新聲錄音室展開新作品的錄製工作。

### 《赫爾維帝傳奇》與《凱爾特神話》（2012 - 2015年）

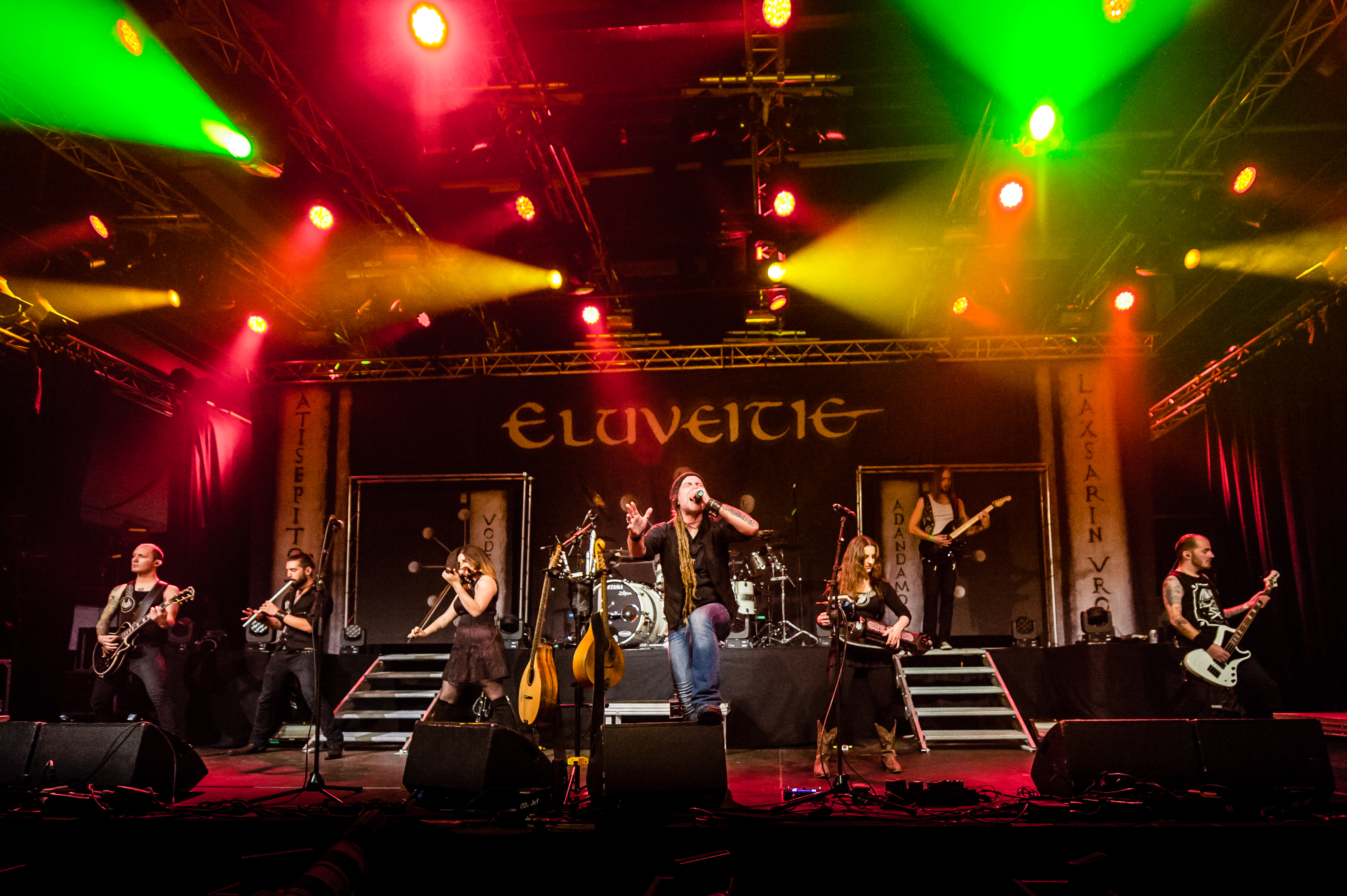
2015年的懾魂史詩。

2012年2月10日，發行第五張錄音室專輯《赫爾維帝傳奇》，登上瑞士百強專輯榜第4名、德國官方排行榜第27名、美國告示牌二百強專輯榜第143名。這是懾魂史詩的首張概念專輯，主題著重於羅馬共和國侵略赫爾維蒂人的高盧戰爭。這張專輯也受到音樂評論家與媒體的廣泛好評。在南美洲巡迴演出期間，安娜·墨菲於2013年1月25日報病缺席，緊急飛回瑞士，不過樂團在沒有她的情況繼續進行巡迴演唱會，沒有取消任何場次。2013年8月29日，樂團透露已經著手於下一張新專輯，但要在他們的赫爾維帝傳奇世界巡迴演唱會結束後，才能正式展開新專輯錄製的工作。12月11日，懾魂史詩在網站上透露，小提琴手梅里·塔迪奇改由妮可·安絲普吉取代，樂團稱她為「真正的凱爾特民謠樂迷」，妮可·安絲普吉不僅是小提琴的演奏家，她還演奏了七弦小提琴以及大提琴等弦樂器。
2014年3月，懾魂史詩獲得瑞士音樂大獎「全國最佳現場演出獎」。樂團隨後展開歐洲巡迴演唱會。同年3至4月，樂團展開新作品的錄製工作。8月4日，發行第六張錄音室專輯《凱爾特神話》，登上瑞士百強專輯榜第1名（懾魂史詩成立十二年來首次在家鄉奪得冠軍）、德國官方排行榜第4名、美國告示牌二百強專輯榜第101名、芬蘭官方排行榜第37名。專輯主軸以凱爾特神話為背景，闡述凱爾特高盧人的起源與衰弱，樂團還協同蘇黎世大學的專家學者一起研究考證了史實。專輯封面象徵古羅馬凱爾特神話中治宰農業與森林的神祇 — 蘇克魯斯，而光環設計的雕像被發現在法國一座高盧羅馬家庭的神祠。6月13日，發行單曲〈國王〉。7月3日，發布〈國王〉的官方音樂錄影帶。2014年11月，在歐洲巡迴演出中，風笛手帕特里克·吉斯特勒離開樂團，由利瑪寇·西斯提取而代之。

### 《召魂二部曲：萬神殿》（2015年 - 至今）

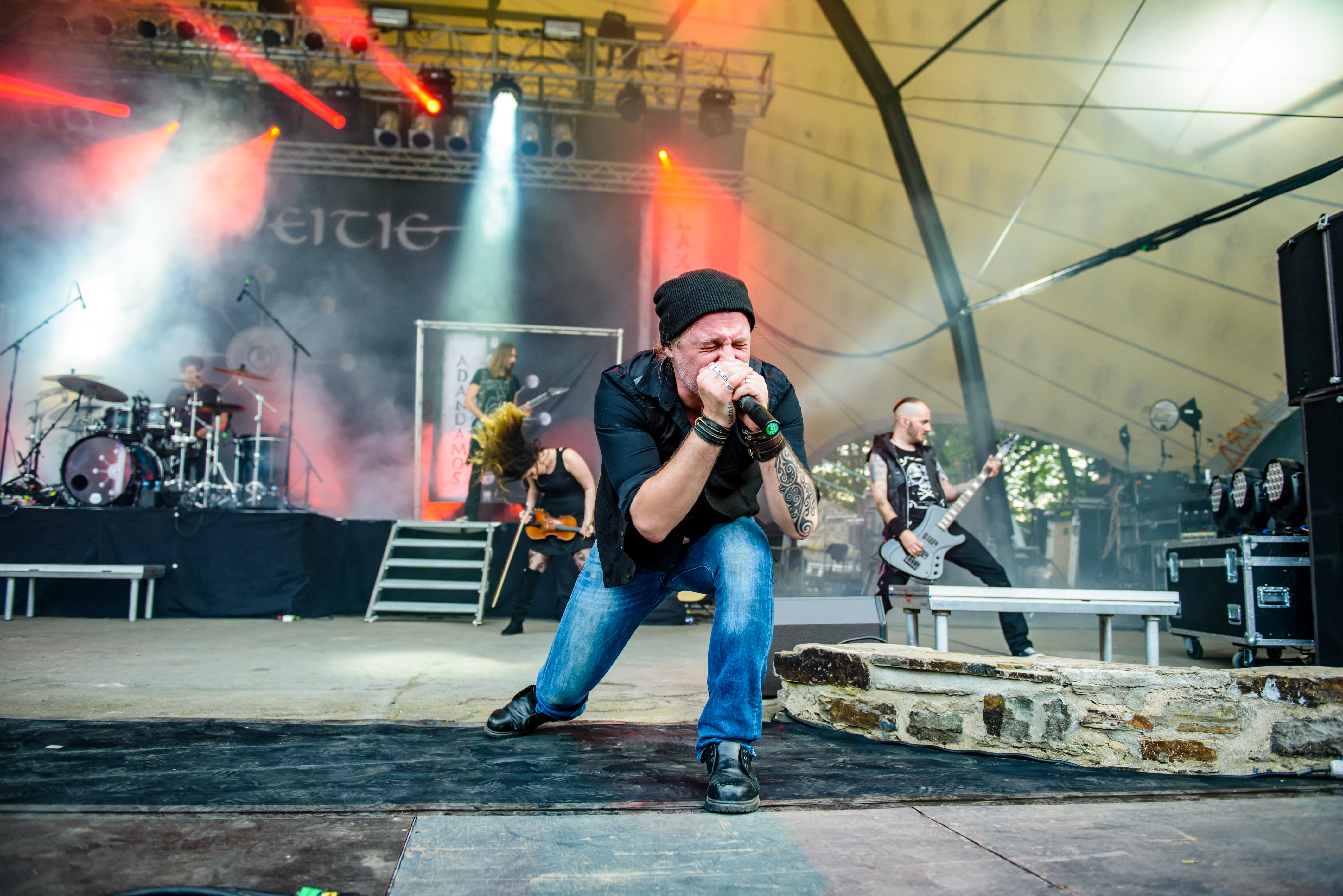
2016年的懾魂史詩。

2015年8月3日，樂團宣布小提琴手妮可·安絲普吉因為家庭因素退出，她說：「家裡的狀況讓我無法和樂團一同前進」。以色列小提琴家西溫·葉南向樂團提供演奏影片後，取代妮可·安絲普吉、開始擔任巡迴演唱會的支援樂手。2011年5月5日，鼓手梅林·薩特、手搖風琴手安娜·墨菲和吉他手艾沃·亨齊同時離開樂團。懾魂史詩和三位音樂人的聲明都表示，梅林·薩特已經退出樂團，安娜·墨菲和艾沃·亨齊在他退出後也選擇離開。三人表示，他們將一起開始創作新的音樂，同時仍然會履行對懾魂史詩的承諾，直到他們參加在6月份的最後一次演唱會後才正式分道揚鑣。同時，從未被任命為懾魂史詩正式成員的小提琴支援樂手西溫·葉南表示，她的合約在夏季期滿後也將離開樂團。
2016年9月，懾魂史詩在網頁上宣布，他們已經展開《召魂首部曲：神秘的主宰者》第二部分的錄音工作。新專輯將於2017年8月18日推出，將取名為《召魂二部曲：萬神殿》。2017年1月5日，懾魂史詩公布了全新陣容，除了回歸的小提琴手妮可·安絲普吉、鼓手艾倫·亞克曼，新成員包括吉他手喬納斯·沃爾夫、手搖風琴手密卡米娜·瑪麗希和法比耶娜·愛爾妮（她兼任清腔人聲、凱爾特豎琴和曼陀演奏）。

## 音樂風格
懾魂史詩的音樂風格將哥登堡金屬、旋律死亡金屬與傳統的凱爾特民間旋律與樂器融合，如曼陀、哨、錫哨笛、風笛、風管笛、爱尔兰风笛、西班牙風笛、山羊皮鼓、豎琴、凱爾特豎琴、小提琴、手搖風琴、德西馬琴、愛爾蘭布祖基琴、五弦中提琴、克隆姆管、手風琴等。人聲也包括樂團核心人物克利格·葛蘭齊的殘暴死腔及黑腔，以及其他女性歌手的優美清腔歌聲。樂團歌曲中的傳統民間曲調有著各種來源，例如傳統的愛爾蘭民謠。雖然他們的許多歌詞都是英文，但有些是古代滅絕的高盧語。主題涉及凱爾特神話、赫爾維蒂人歷史和其他民間傳說故事。在某些情況下，這兩種語言會在整首歌曲中交織在一起。2009年發行的《召魂首部曲：神秘的主宰者》專輯中，十五首歌曲中有十四首的歌詞全都是都高盧語。樂團會協同維也納大學或蘇黎世大學的凱爾特研究專家進行翻譯和考證。

## 成員列表

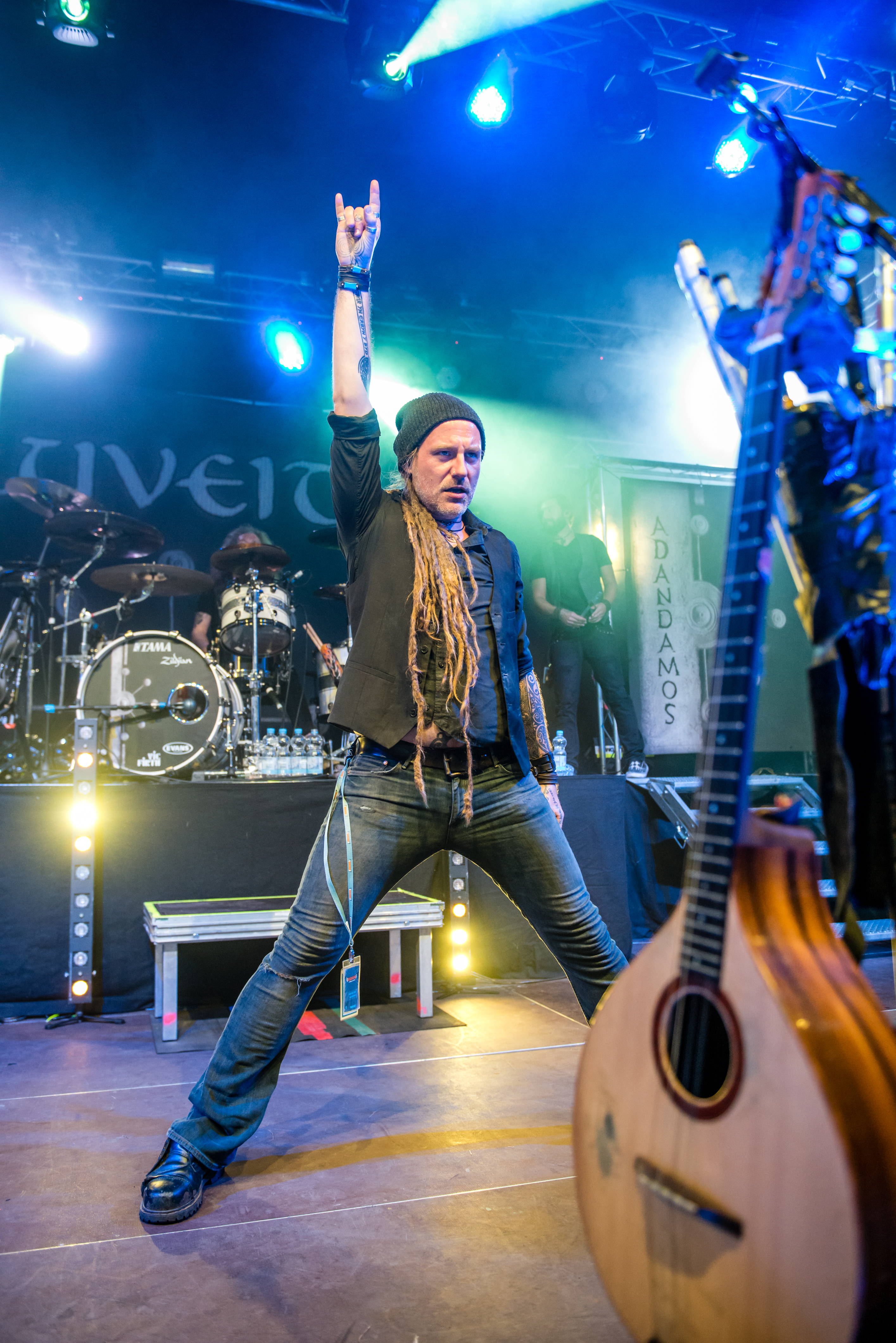
樂團核心人物克利格·葛蘭齊，他是主要的詞曲創作者及唯一不變的成員。

| - 克利格·葛蘭齊 – 死腔及黑腔人聲、曼陀、錫哨笛、風管笛、西班牙風笛、木吉他、山羊皮鼓、豎琴（2002年 - 至今） - 凱·布萊姆 – 貝斯（2008年 - 至今） - 拉斐爾·薩爾茲曼 – 主奏吉他（2012年 - 至今） - 妮可·安絲普吉 – 小提琴、和聲（2013 - 2015年，2016年 - 至今） - 利瑪寇·西斯提 – 風笛、哨、曼陀（2014年 - 至今） - 艾倫·亞克曼 – 爵士鼓（2016年 - 至今） - 喬納斯·沃爾夫 – 節奏吉他（2016年 - 至今） - 密卡米娜·瑪麗希 – 手搖風琴（2016年 - 至今） - 法比耶娜·愛爾妮 – 清腔人聲、凱爾特豎琴、曼陀（2017年 - 至今） - 佛雷迪·施奈德 – 德西馬琴（2009年，2011年） - 米娜·提德勒 – 五弦中提琴（2009年） - 奧利弗·帕德 – 愛爾蘭布祖基琴（2009年） - 艾倫·阿維爾 – 清腔人聲（2009年） - 托比布恩·謝伊 – 清腔人聲（2010年） - 布蘭登·韋德 – 爱尔兰风笛（2010年） - 丹妮·楊 – 口白（2010年） - 西溫·葉南 – 小提琴、清腔人聲（2015 - 2016年） - 莉芙克莉絲汀 – 清腔人聲（2016年） - 蘿拉·費拉 – 清腔人聲（2016年） | - 梅林·薩特 – 爵士鼓（2004 - 2016年） - 艾沃·亨齊 – 節奏吉他（2004 - 2016年） - 安娜·墨菲 – 手搖風琴、清腔及吼腔人聲（2006 - 2016年） - 帕特里克·吉斯特勒 – 風笛、哨（2008 - 2014年） - 梅里·塔迪奇 – 小提琴、清腔人聲（2003 - 2013年） - 西門·科赫 – 主奏吉他、清腔人聲（2004 - 2012年） - 塞文·科德爾 – 風笛、笛、哨、清腔人聲（2003 - 2008年） - 拉菲·科德爾 – 貝斯、清腔人聲（2004 - 2008年） - 塞维林·班德爾 – 清腔人聲（2004 - 2006年） - 琳達·蘇特 – 小提琴、清腔人聲（2003 - 2004年） - 莎拉·金妮爾 – 手搖風琴、克隆姆管、手風琴、清腔人聲（2005 - 2006年，2009年嘉賓） - 丹尼·富勒 – 主奏吉他（2003 - 2004年） - 戴德·馬爾福特 – 手搖風琴、風笛（2003 - 2004年） - 吉安·阿爾貝坦 – 貝斯、清腔人聲、音效（2003 - 2004年） - 達里奧·霍夫斯泰特 – 爵士鼓（2003 - 2004年） - 伊弗·特布杭 – 節奏吉他（2003 - 2004年） - 菲利普·雷曼 – 愛爾蘭布祖基琴（2003 - 2004年） - 馬特·阿克曼 – 小提琴（2003 - 2004年） |

## 作品
更詳細的列表請參見主條目：懾魂史詩作品列表
| - 心靈（2006年6月1日） - 絲拉妮雅之歌（2008年2月15日） - 召魂首部曲：神秘的主宰者（2009年4月17日） - 消拭的痕跡（2010年2月19日） - 赫爾維帝傳奇（2012年2月10日） - 凱爾特神話（2014年8月4日） - 召魂二部曲：萬神殿（2017年8月18日） | - 喚魂夜（2012年7月9日） - 召魂曲／絲拉妮雅之歌 — 金屬之鎚神秘版（2009年4月15日） - 傳奇前夕:早期珍稀作品集（2012年8月17日） - 原野之歌（2004年9月21日） |

## 外部連結
- 懾魂史詩官方網站（页面存档备份，存于）
- 懾魂史詩的MySpace主頁
- 懾魂史詩的Facebook專頁
- 懾魂史詩的X（前Twitter）
- 懾魂史詩的Instagram帳戶